# Archéologie environnementale

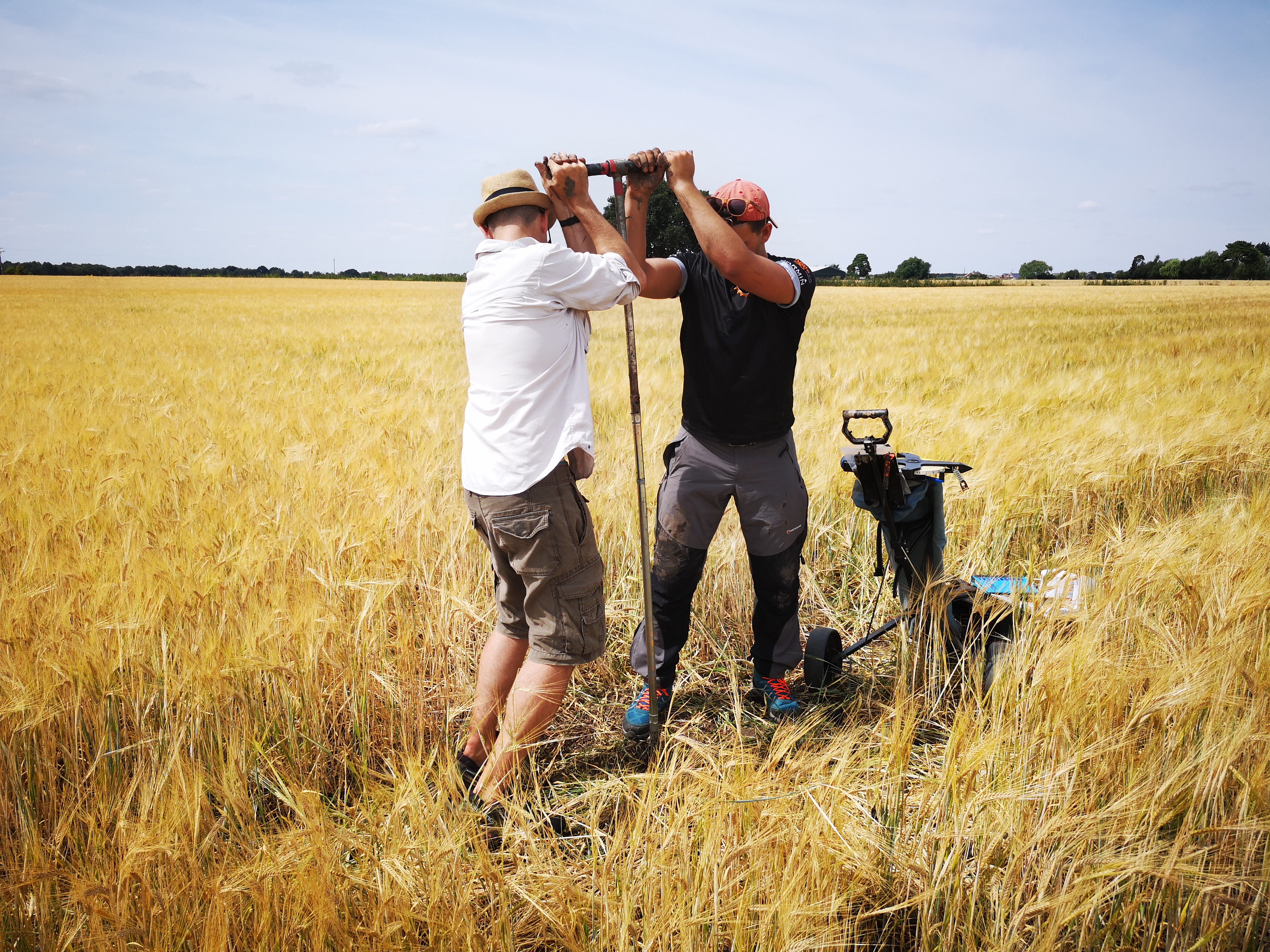
Archéologues de l'environnement Yorkshire, Royaume-Uni, 2018.

L’archéologie environnementale est la partie de l'archéologie qui a pour objet d'étude l'environnement passé (faune, flore, fonge, microbes, écosystèmes, paysages, climat, etc.) et de ses interactions avec l'Homme (relations prédateurs-proie, exploitation des milieux et ressources naturelles, agriculture, chasse, pêche, nécrophagie, élevage, sédentarisation ou nomadisme, etc.) au cours des âges. 
Comprendre le passé (par exemple comment l'homme et les sociétés passées se sont (ou non) adaptés aux périodes passées de glaciations et de réchauffement climatique, de surexploitation de ressources naturelles, alors que son environnement évoluait fortement) est aussi un moyen de préparer l'avenir.
Autrefois dénommée sous le terme études paléoenvironnementales, l'archéologie environnementale est une discipline récente, apparue dans les années 70. En France, quelques laboratoires de recherche sont spécialisés dans ce domaine (tels que le Muséum National d'Histoire Naturelleou encore l'équipe Archéologies Environnementales du laboratoire ArScAn) et divers bureaux d'études archéologiques mènent ce type de recherche.

## Outils et méthodes
Les approches sont pluri- et interdisciplinaire (sciences de la vie, sciences de la terre, sciences humaines, sciences sociales…) et s'appuient sur différentes disciplines de l'archéologie ou complémentaires
- géoarchéologie ;
- archéologie spatiale
- archéologie sous-marine;
- archéologie du paysage ;
- bio-archéologie (qui réunit l'archéozoologie et l'archéobotanique) ;
- écologie rétrospective ;
- paléontologie ;
- palynologie ;
- anthracologie ;
- xylologie ;
- phytolithe ;
- carpologie ;
- dendrochronologie ;
- datation…